# Pauesia bizarrii
Pauesia bizarrii är en stekelart som beskrevs av Samanta och Dinendra Raychaudhuri 1984. Pauesia bizarrii ingår i släktet Pauesia och familjen bracksteklar. Inga underarter finns listade i Catalogue of Life.